# Хлоргидрохинон
Хлоргидрохино́н (2,5-диоксихлорбензол, монохлоргидрохинон, хлорхинол, адурол-хлор, уст. адурол Гауффа) — органическое соединение, производное гидрохинона с формулой C6H5O2Cl. Используется как проявляющее вещество в фотографии, более быстрое по сравнению с гидрохиноном.
Хлоргидрохинон и бромгидрохинон, выпускаемые для фотографических целей, ранее производились под общим торговым именем «адурол», так как для фотографического использования различиями в их свойствах можно было пренебречь. Название «адурол Гауффа» происходит от названия фабрики-производителя.

## История
В качестве проявляющего вещества был предложен в 1897 году Гауффом.

## Физические и химические свойства
Хлоргидрохинон — бесцветные иголки или листочки с температурой плавления 105—106 °C, температурой кипения 263 °C, растворим в воде, спирте, эфире, горячем бензоле и горячем хлороформе.
Обладает проявляющей способностью, при проявлении работает в 6 раз более быстро, чем гидрохинон. По скорости работы хлоргидрохиноновые проявители соответствуют аналогичным по составу гидрохиноновым, в которые было добавлено дополнительно 5 % (от веса гидрохинона) метола.

## Получение
Получают обработкой 1,4-бензохинона концентрированной соляной кислотой.

## Применение
Используется:
- для производства светочувствительных диазосоединений;
- как черно-белый проявитель в фотографии;
- как бактерицид.

### В фотографии
Проявители с хлоргидрохиноном наиболее пригодны для проявления фотобумаг и черно-белых слайдов, давая при такой обработке черно-синее изображение. Эти проявители, в отличие от гидрохиноновых, не требуют бромистого калия. При его добавлении происходит замедление процесса проявления, определяемое концентрацией бромида.
Хлоргидрохиноновые проявители имеют хорошую сохраняемость, постоянство работы и нечувствительны к изменению температуры обработки.